# Cherry Creek
Cherry Creek é uma comunidade não incorporada  no norte do condado de White Pine, estado de Nevada, nos Estados Unidos.

## Geografia

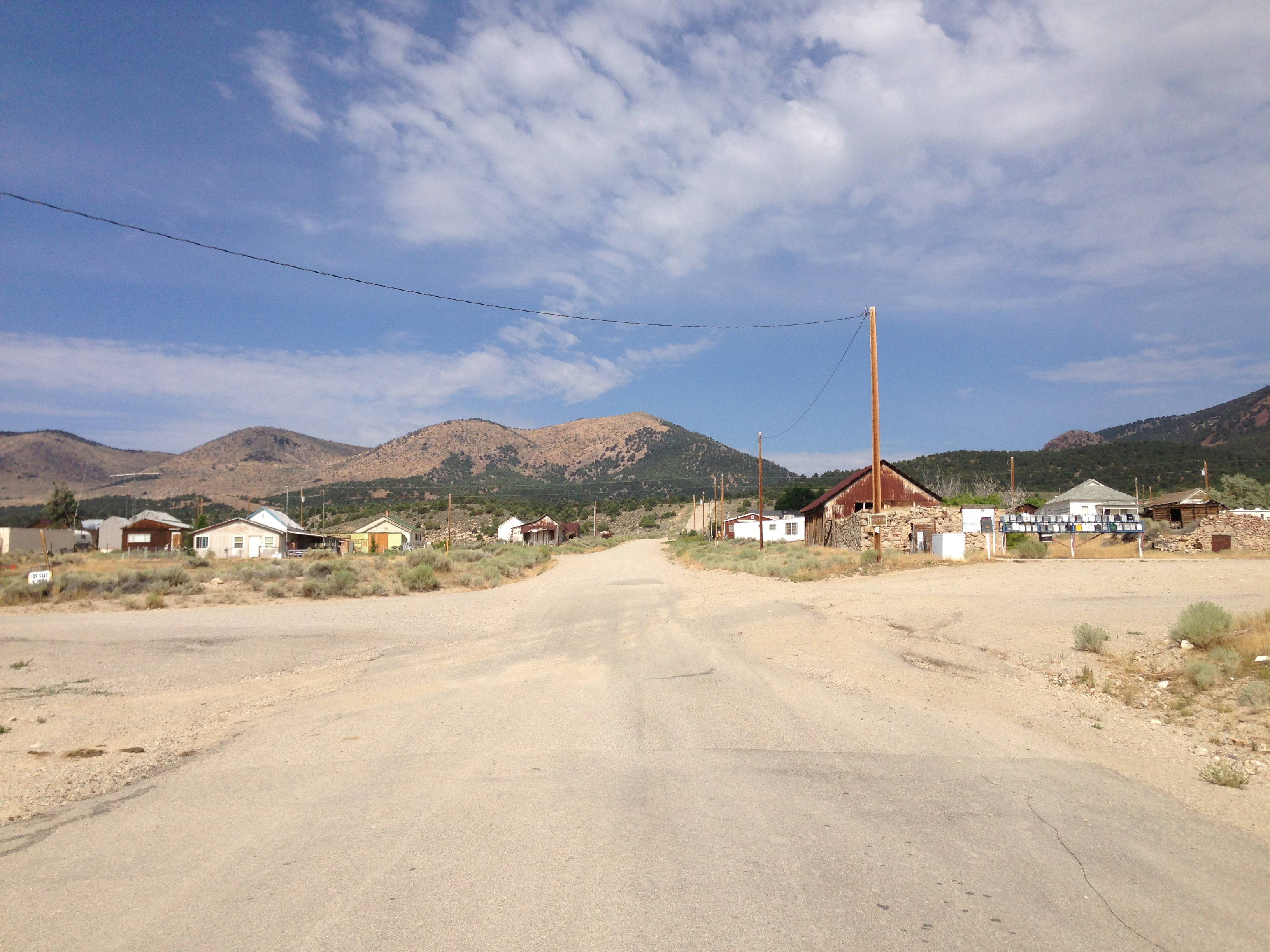
Entrada de Cherry Creek

Cherry Creek fica localizada na parte do Vale de Steptoe a norte das comunidades de McGill e Ely. A oeste fica a Cordilheira Cherry Creek, enquanto a leste fica a U.S. Route 93 e a Cordilheira Schell Creek. A sul, no Egan Canyon, o Pony Express e subsequente linhas férreas faziam as suas viagens através das montanhas da região central do estado de Nevada na década de 1860.

## Demografia
Em 2010, Cherry Creek tinha uma população de 72 habitantes.

## História
Cherry Creek tem a sua origem em 21 de setembro de 1872, quando dois prospetores da região de Egan Canyon descobriram prata. O  crescimento demográfico foi imediato e nasceu uma nova cidade em 1873. Na primavera de 1873,  tinha 400 habitantes. Foram construídos edifícios como estábulo, ferrarias, um hotel, pensões, restaurantes e mais de 20 saloons.  Wells Fargo abriu uma estação em 1873 e também nesse ano abriu a estação de correios. Mas toda esta atividade, começou a desvanecer-se em 1874 e 1875, quando muitas minas e engenhos tinham encerrado e apenas uma limitada produção continuou. Mas em 1880, foram feitas novas descobertas e deu-se o maior boom. Em finais de 1881, cada uma das minas empregava 200 homens. Cherry Creek tornou-se o maior distrito eleitoral do condado de White Pine. No seu auge, em 1882, Cherry Creek tinha uma população flutuante se 6.000 e cerca de 1.800 habitantes permanentes. Cherry Creek tinha 28 saloons. Havia uma grande variedade de lojas e foi criada uma estação a Toano no Condado de Elko.  was created. Uma mina tinha produzido mais de 1 milhão de dólares em barras de ouro. O crash de 1883 fez parar a mina de Cherry Creek. Começaram a encerrar minas Cherry Creek começou a declinar. Um incêndio em 1888 destruiu uma secção da área comercial de Cherry Creek. Em 1890, a população diminuiu para apenas 350 habitantes. Um outro fogo ocorreu em 1901 e ainda outro em 1904 Em 1905, Cherry Creek sentiu um novo booom, com a reabertura de várias minas.Isto continuou pela década de 1920, década de 1930 e na década de 1940. Desde aquela altura, os arrendamentos têm-se mantido naquele distrito.

## Vestígios
Muitas estruturas históricas mantêm-se preservadas em Cherry Creek, incluindo um museu, a escola primária e o  Cherry Creek Barrel Saloon mantêm-se em pé, juntamente com construções mais modernas. Em julho de 2010, encerrou o Saloon Barrel